# Saint-Séverin
 Saint-Séverin  là một xã ở tỉnh Charente phía tây nước Pháp. Xã này có diện tích 14,93 km², dân số năm 1999 là 731 người. Khu vực này có độ cao 108 mét trên mực nước biển.